# Виани, Джузеппе
Джузе́ппе Виа́ни (итал. Giuseppe Viani; 13 сентября 1909, Тревизо, Венеция — 6 января 1969, Феррара, Эмилия-Романья) — итальянский футболист, нападающий. Всю свою футбольную и тренерскую карьеру провёл в Италии. Известен по выступлениям за «Интер» и «Лацио».
После прекращения карьеры футболиста стал тренером. Он управлял многими итальянскими футбольными клубами, в том числе «Миланом», «Ромой» и сборной Италии по футболу. Был тренером сборной Италии на летних Олимпийских играх 1960 года в Риме.